# Маккарти, Перри
Пе́рри Макка́рти (англ. Perry McCarthy, 3 марта 1961, Лондон) — британский автогонщик, участник чемпионата мира по автогонкам в классе Формула-1.

## Биография
Автогонщик, первоначально работал в компании отца по обслуживанию нефтяных платформ в Северном море. В 1991 году был тест-пилотом команды Формулы-1 «Футуорк», на следующий 1992 год выступал в составе команды «Андреа Мода». В десяти Гран-при ни разу не сумел пробиться на старт, заканчивая борьбу в основном на стадии предквалификации, лишь однажды, на Гран-при Бельгии, сумел попасть в основную квалификацию. В 1995 году участвовал в гонках исторических автомобилей Формула-Классик, позже выступал в гонках спортивных автомобилей. В 1997 году провёл полный сезон в чемпионате «FIA GT», в дальнейшем несколько раз стартовал в гонках на выносливость.
В 2002 году вышла автобиография Маккарти Flat Out, Flat Broke: Formula 1 the Hard Way!. Во втором издании Маккарти раскрыл, что он являлся Стигом в чёрном — пилотом-испытателем в британском телешоу «Top Gear». После раскрытия личности Стиг в чёрном «погиб» во время прыжка на автомобиле с борта авианосца «Invincible» в сезоне 2003 года. Далее его заменил Стиг в белом (Бен Коллинс). Неофициальный перевод книги на русский язык назван «Пришёл, увидел и… сошёл».

## Результаты гонок в Формуле-1
| Легенда к таблице |                                                                    |
| --- | ------------------------------------------------------------------ |
| В таблице перечислены результаты всех Гран-при Формулы-1, в которых принимал участие гонщик. Строками таблицы являются сезоны, столбцами — этапы чемпионата мира. В каждой клетке указаны сокращённое название этапа и результат, дополнительно обозначенный цветом. Расшифровка обозначений и цветов представлена в нижеследующей таблице. |                                                                    |
| \| Пример \| Описание \| \| ------------ \| ------------------------------------------------------------------ \| \| 1 \| Победитель \| \| 2 \| Второе место \| \| 3 \| Третье место \| \| 5 \| Финишировал, заработав очки \| \| Сход \| Не финишировал, но при этом заработал очки \| \| 12 \| Финишировал, не получив очков \| \| НКЛ \| Финишировал, но не попал в финальную классификацию \| \| 15 \| Участвовал вне зачёта, либо по отдельной классификации \| \| 18 \| Не финишировал, но попал в финальную классификацию \| \| Сход \| Не финишировал \| \| НКВ \| Не прошёл квалификацию \| \| НПКВ \| Не прошёл предквалификацию \| \| ДСК \| Дисквалифицирован \| \| ИСК \| Исключён из протокола соревнований \| \| ТТ \| Заявлен для участия только в тренировках \| \| НС \| Участвовал в квалификации, но не стартовал в гонке \| \| Т \| Травмирован или болен \| \| ОТК \| Отказ от участия \| \| НТР \| Прибыл на соревнования, но на трассу не выезжал \| \| НПР \| Был заявлен в числе участников, но не прибыл к началу соревнований \| \| О \| Соревнования отменены \| \| \| Не участвовал \| \| Поул-позиция \| \| \| Быстрый круг \| \| |                                                                    |
| Пример | Описание                                                           |
| 1 | Победитель                                                         |
| 2 | Второе место                                                       |
| 3 | Третье место                                                       |
| 5 | Финишировал, заработав очки                                        |
| Сход | Не финишировал, но при этом заработал очки                         |
| 12 | Финишировал, не получив очков                                      |
| НКЛ | Финишировал, но не попал в финальную классификацию                 |
| 15 | Участвовал вне зачёта, либо по отдельной классификации             |
| 18 | Не финишировал, но попал в финальную классификацию                 |
| Сход | Не финишировал                                                     |
| НКВ | Не прошёл квалификацию                                             |
| НПКВ | Не прошёл предквалификацию                                         |
| ДСК | Дисквалифицирован                                                  |
| ИСК | Исключён из протокола соревнований                                 |
| ТТ | Заявлен для участия только в тренировках                           |
| НС | Участвовал в квалификации, но не стартовал в гонке                 |
| Т | Травмирован или болен                                              |
| ОТК | Отказ от участия                                                   |
| НТР | Прибыл на соревнования, но на трассу не выезжал                    |
| НПР | Был заявлен в числе участников, но не прибыл к началу соревнований |
| О | Соревнования отменены                                              |
| | Не участвовал                                                      |
| Поул-позиция |                                                                    |
| Быстрый круг |                                                                    |

| Сезон | Команда     | Шасси            | Двигатель | Ш | 1   | 2   | 3       | 4        | 5        | 6        | 7       | 8   | 9        | 10      | 11       | 12      | 13  | 14  | 15  | 16  | Место | Очки |
| ----- | ----------- | ---------------- | --------- | - | --- | --- | ------- | -------- | -------- | -------- | ------- | --- | -------- | ------- | -------- | ------- | --- | --- | --- | --- | ----- | ---- |
| 1992  | Andrea Moda | Andrea Moda S921 | Judd V10  | G | ЮАР | МЕК | БРА ИСК | ИСП НПКВ | САН НПКВ | МОН НПКВ | КАН НТР | ФРА | ВЕЛ НПКВ | ГЕР ИСК | ВЕН НПКВ | БЕЛ НКВ | ИТА | ПОР | ЯПО | АВС | —     | 0    |